# 白花含笑
白花含笑（学名：Michelia mediocris）为木兰科含笑属下的一个种。